# Projet 100 000
Le projet 100 000, également connu sous le nom de McNamara's 100 000, McNamara's Folly, McNamara's Morons (les Débiles de McNamara), et McNamara's Misfits (les Inadaptés de McNamara), était un programme controversé du département de la Défense des États-Unis (DoD), développé dans les années 1960, visant à augmenter le contingent de soldats en abaissant les exigences de niveau intellectuel ou physiologique.
Le projet 100 000 a été lancé par le secrétaire à la Défense Robert McNamara en octobre 1966, pour répondre aux besoins croissants de troupes découlant de l'implication américaine dans la guerre du Vietnam. Selon Hamilton Gregory, auteur du livre McNamara's Folly: The Use of Low-IQ Troops in the Vietnam War, les recrues concernées avaient une mortalité trois fois plus élevée que les autres Américains servant au Vietnam et après leur service avaient des revenus inférieurs et des taux de divorce plus élevés que leurs homologues non vétérans.
Le projet a été arrêté en décembre 1971 et a fait l'objet de controverses publiques, notamment par analogie lors des pénuries de soldats durant la guerre d'Irak.

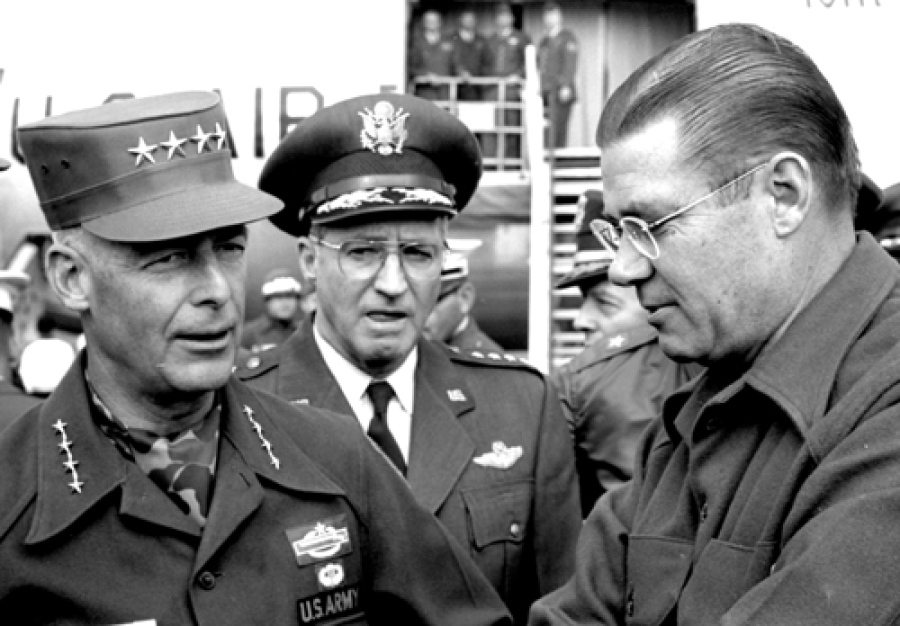
Robert McNamara, Sec à la Défense des USA, accueilli par le général Paul L. Freeman Jr. lors d'une visite à la base aérienne de Rhein-Main à Francfort en Allemagne

## Antécédents
À plusieurs reprises dans leur histoire, les forces armées des États-Unis ont recruté des personnels présentant des niveaux intellectuels ou physiologiques en dessous des standards. Pendant la Seconde Guerre mondiale, des soldats ont été recrutés bien qu'avec des résultats dans les centiles inférieurs des tests d'aptitude mentale, toutefois le retour d'expérience a conduit à établir un plancher légal pour l'enrôlement avec un QI de 80. Dans les années 1980, des tests mal calibrés ont entrainé d'autres cas de recrutement de personnels à faible niveau intellectuel. 
À partir d'octobre 1966, les contingents mensuels de recrutement qui avaient augmenté régulièrement durant 15 mois consécutifs, s'élevaient à 49 300, le niveau le plus élevé depuis le début de 1951, période de mobilisation maximale de la guerre de Corée, lorsque 80 000 hommes par mois étaient appelés. Par une série de décisions, le Pentagone a abaissé le score requis pour être recrutable au 10e centile du test de qualification des forces armées soit une baisse de 6 % de l'exigence.

Selon Hamilton Gregory, auteur de McNamara's Folly: The Use of Low-IQ Troops in the Vietnam War, :
McNamara était accro à la technologie... McNamara pensait qu'il pouvait gagner la guerre au Vietnam grâce à l'utilisation de technologies de pointe et d'analyses informatisées... Et il croyait pouvoir augmenter les capacités intellectuelles des soldats grâce à l'utilisation de [formations sur] bandes vidéo.

## Projet
Promues en réponse à la guerre contre la pauvreté du président Lyndon B. Johnson en donnant une formation et des opportunités aux sans instruction et aux pauvres, ces recrues ont été désignées officiellement comme "New Standards Men"  (Soldats au Nouveau Standard), mais aussi surnommés péjorativement, comme le "Moron Corps" (le Corps des Débiles) .
Leur score au test de qualification des forces armées les plaçait entre le 10e et le 30e centile de la population testée.
Le nombre de soldats recrutés dans le cadre de ce programme varie, selon les auteurs entre 320 000 et 354 000. Il comprenait à la fois des enrôlés volontaires et des conscrits, respectivement 54 % et 46 %.
En dépit de la baisse de niveau découlant de l'assouplissement des conditions d'entrée, toutes ces recrues ont suivi les programmes de formation normaux avec  les autres recrues, avec les mêmes normes de performance.
L'armée américaine a accueilli 71 % de ces recrues, suivie de 10 % par le Corps des Marines, 10 % par la Marine et 9 % par l'armée de l'air.
Le groupe de recrues du projet comprenait ceux qui ne parlaient pas anglais, ceux qui avaient un faible niveau intellectuel ou des déficiences physiques mineures et ceux avec un poids légèrement excessif ou insuffisant[réf. nécessaire]. Il comprenait également un groupe de contrôle constitué de soldats "normaux".
Chacune des catégories était identifiée dans les registres officiels par une grande lettre rouge apposée sur la première page de leurs dossier d'enrôlement. Les bureaux des ressources humaines devaient préparer des rapports à leur sujet, à soumettre mensuellement au département de l'Armée. Les rapports mensuels ne divulguaient pas l'identité des soldats.

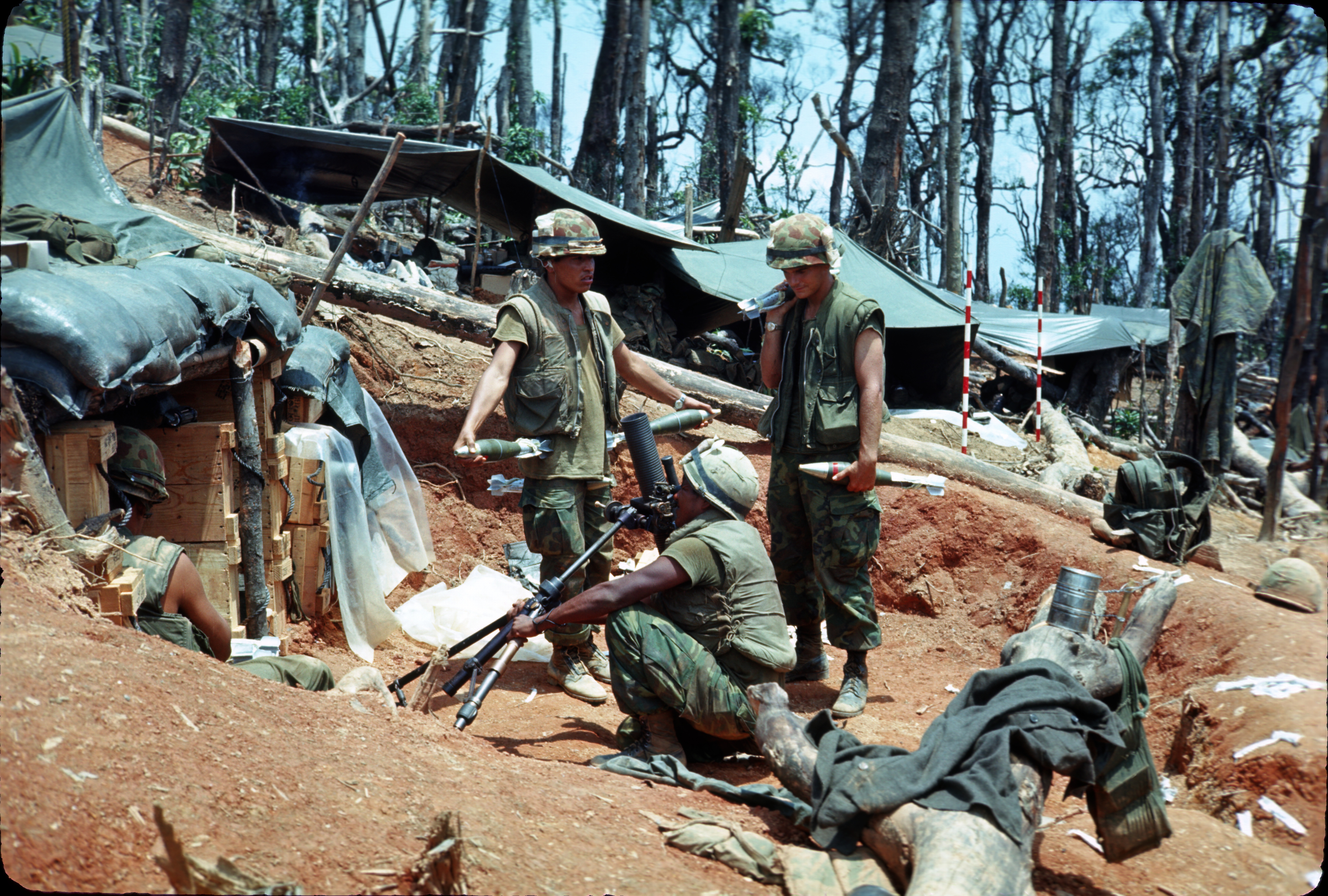
Peloton de mortiers du Corps des Marines en avril 1969, le mois où les effectifs américains au Vietnam ont culminé avec 543000 soldats déployés.

## Suites
Bien que le projet ait été présenté comme une réponse à la guerre contre la pauvreté du président Lyndon Johnson, il a fait l'objet de critiques. En ce qui concerne les conséquences du programme, une étude de 1989 financée par le département de la Défense des Etats-Unis a conclu :

« Les comparaisons entre les recrues du Projet 100 000 et leurs pairs non vétérans montrent qu'en termes d'emploi, de scolarité et de revenus, les non vétérans ont de meilleurs résultats. Les vétérans ont une plus forte probabilité d'être sans emploi et d'avoir un niveau d'éducation significativement plus bas. Les écarts de revenus vont de 5 000 $ [à] 7 000 $ [par an], en faveur des non vétérans. Les vétérans sont plus fréquemment divorcés. »

En 1995, Myra MacPherson dans une revue publiée par le Washington Monthly du livre de McNamara, In Retrospect: The Tragedy and Lessons of Vietnam, a sévèrement critiqué le projet, affirmant que "le programme offrait un aller simple pour le Vietnam, où ces hommes se sont battus et sont morts en nombre disproportionné... les hommes du Moron Corps ont fourni la chair à canon permettant d'éviter l'horreur politique de l'annulation des sursis universitaires ou l'appel aux réservistes, qui constituaient des tabous absolus pour les classes aisées blanches.
Dans un éditorial de 2006 du New York Times, l'ex-professeur adjoint de l'Université Wesleyenne et professeur adjoint de Tufts, Kelly M. Greenhill, a évoqué de nouveau le projet 100 000  pour traiter du déficit de recrutement face à la Guerre d'Irak.
Il conclut que « le projet 100 000 était une expérience ratée. Il s'est avéré être une diversion pour l'armée et présentait peu d'avantages pour les hommes pour lesquels il a été créé. ».
Pour expliquer la raison pour laquelle les vétérans du projet s'en sortent moins bien dans la vie civile que leurs pairs non vétérans, Greenhill a émis plusieurs hypothèses : les conséquences psychologiques du combat et le manque de préparation à la transition post-militaire.